# Altes Gartenmeisterhaus (Schloss Augustusburg)

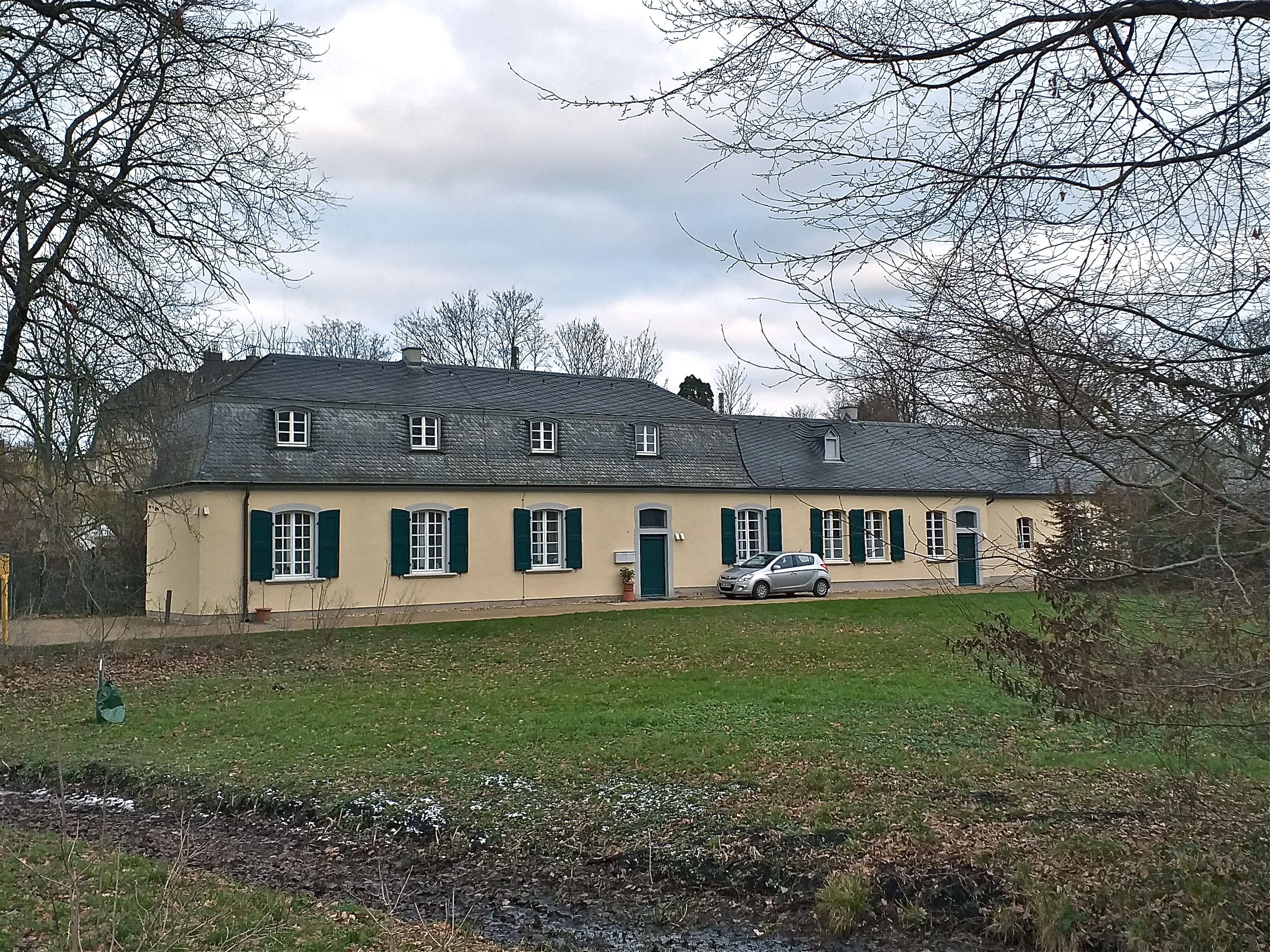
Altes Gartenmeisterhaus

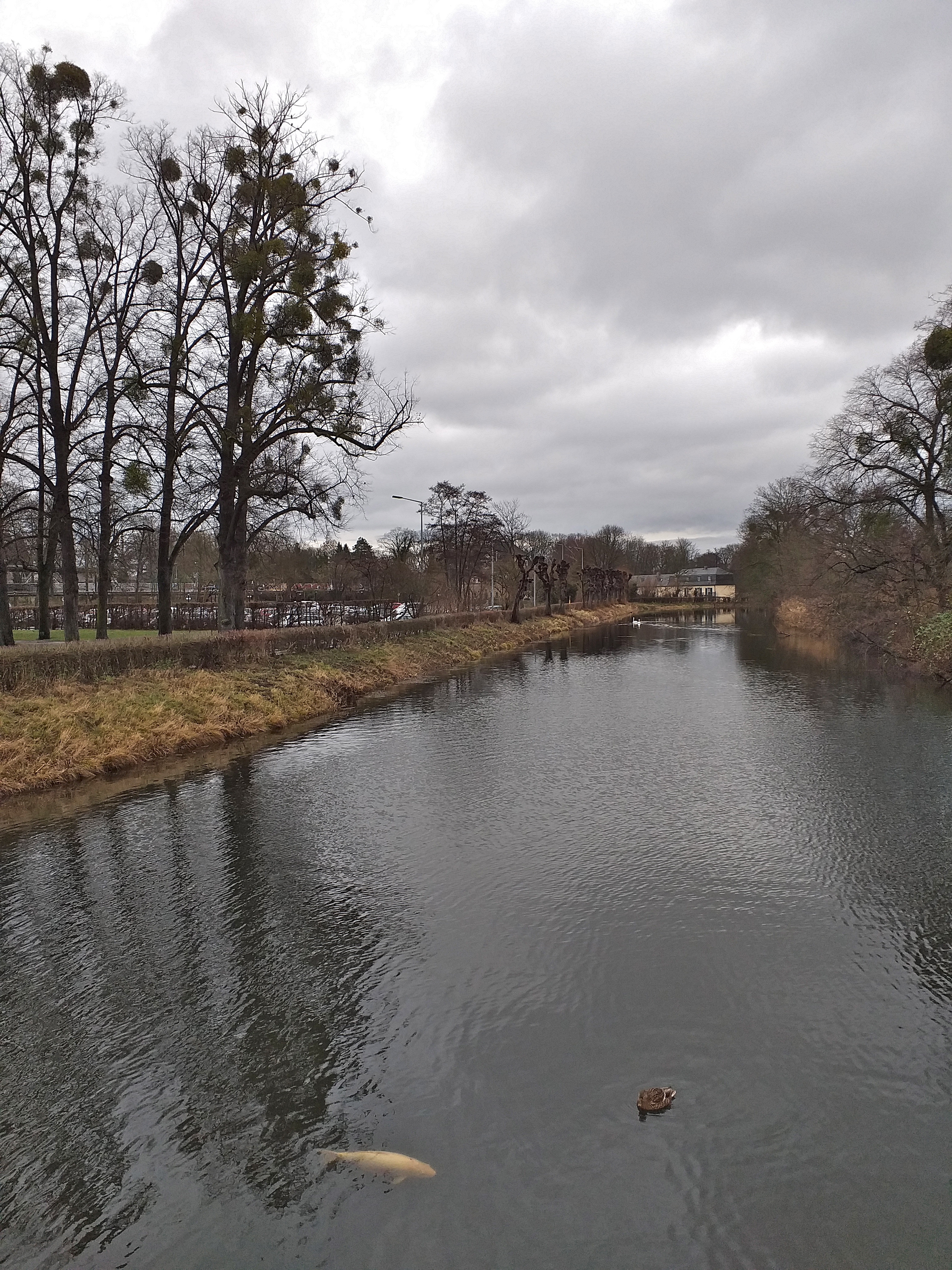
Oberförsterweiher im Schlosspark Augustusburg, im Hintergrund das alte Gartenmeisterhaus

Das Alte Gartenmeisterhaus in Brühl, einer Stadt im Rhein-Erft-Kreis in Nordrhein-Westfalen, gehört zum Barockgarten von Schloss Augustusburg.
Das Gartenmeisterhaus (Adresse: Max-Ernst-Allee 8) liegt als point de vue am südöstlichen Ende des Oberförsterweihers nahe der Eisenbahnstrecke. Es ist ein langgestreckter eingeschossiger Putzbau in schlichten barocken Formen, der sich in einen östlichen Teil mit Satteldach und einen westlichen (zum Weiher hin gelegenen) Teil mit Mansarddach gliedert. Das Gebäude besitzt Segmentbogenfenster und -türen, teilweise aus Haustein.
Das Haus entstand nach neueren Angaben im Jahre 1730 (nach älteren erst nach 1820 mit Vorgängerbau aus dem 18. Jahrhundert) als Quartier des Gartenmeisters; südlich schlossen sich damals die Ländereien der Schlossgärtnerei an. Diese wurde bereits im Laufe des 19. Jahrhunderts in den heutigen Bereich des Jardin Secret verlegt. Das alte Gartenmeisterhaus wird heute von der Schlossverwaltung genutzt. 2014 wurden im Zuge einer Sanierung des Gebäudes die Fassade ausgebessert und das Dach erneuert.
Das Gartenmeisterhaus steht gemeinsam mit dem Schlosspark Augustusburg als Baudenkmal unter Denkmalschutz und ist Bestandteil der UNESCO-Welterbestätte Schlösser Augustusburg und Falkenlust in Brühl.